# عتاب (اسم)
عتاب هو اسم علم مذكر من أصل عربي، ومعناه هو على وزن فعال صيغة مبالغة من عاتب، الكثير العتاب واللوم، وقد يزيدون في آخره تاء المبالغة لزيادة العتب فيسمون عتابة و، يغلب عليه التأنيث في هذه الحالة وعتابة بنت يحيى البرمكي أم جعفر، وعتاب بن ورقة قائد مصعب بن الزبير (ت 77هـ).

## شخصيات تحمل الاسم
- عتاب (مغنية سعودية، 30 ديسمبر 1947 – 19 أغسطس 2007)
- عتاب بن أسيد (612 – 642)
- عتاب بن ورقاء الرياحي
- عتاب مولي هرمز (تابعي، وراوي حديث نبوي من أهل البصرة، من الثقات)

## وصلات خارجية
- موسوعة السلطان قابوس لأسماء العرب نسخة محفوظة 5 أبريل 2019 على موقع واي باك مشين.